# Jazovir Ovtjaritsa
Jazovir Ovtjaritsa (bulgariska: Язовир Овчарица) är en reservoar i Bulgarien.   Den ligger i regionen Sliven, i den centrala delen av landet, 240 km öster om huvudstaden Sofia. Jazovir Ovtjaritsa ligger 155 meter över havet.
Trakten runt Jazovir Ovtjaritsa består till största delen av jordbruksmark. Runt Jazovir Ovtjaritsa är det ganska glesbefolkat, med 24 invånare per kvadratkilometer.